# NGC 7063
NGC 7063 est un amas ouvert situé dans la constellation du Cygne. Il a été découvert par l'astronome britannique John Herschel en 1828.
Selon la classification des amas ouverts, cet amas renferme moins de 50 étoiles (lettre p), dont la concentration est moyennement faible (III) et dont les magnitudes se répartissent sur un intervalle moyen (le chiffre 2),. Le site Lynga considère que les magnitudes de ses étoiles se répartissent sur un petit intervalle (le chiffre 1). Lynda indique également que l'amas compte 12 étoiles.

## Observation
Avec une magnitude visuelle de 7,0, on peut observer l'amas avec de petites jumelles.

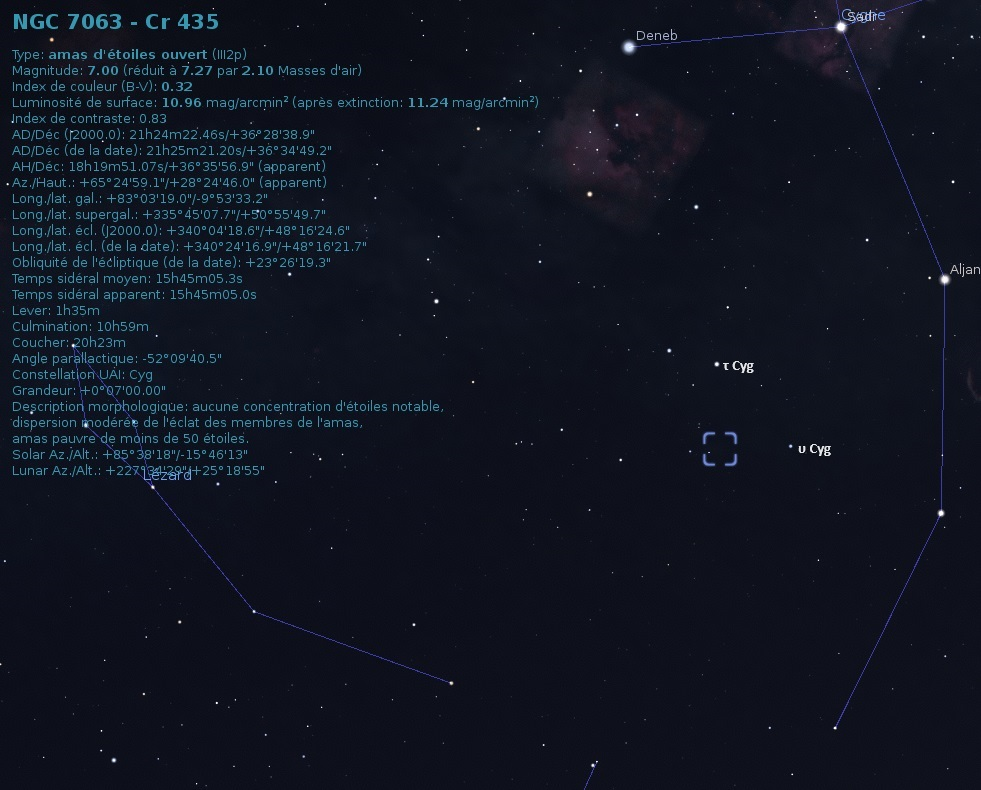
Emplacement de NGC 7063 dans la constellation du Cygne (Stellarium).

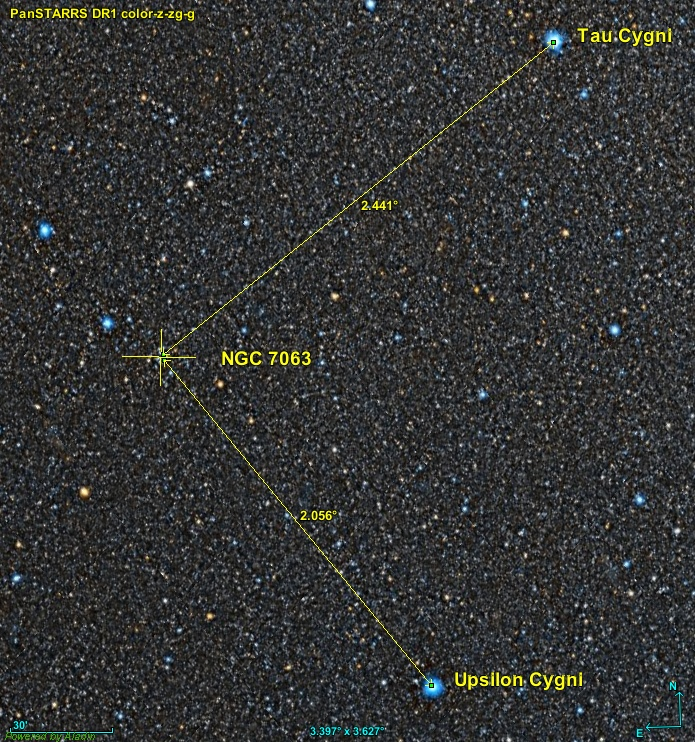
Position de NGC 7063 par rapport à deux étoiles du Cygne.

NGC 7063 est situé à environ 2,0 degrés au nord-est de l'étoile Upsilon Cygni et à 2,4 degrés au sud-est de Tau Cygni.

## Caractéristiques
Certaines caractéristiques apparaissent sur la base de données Simbad, mais une publication très récente (2023) basée sur les mesures de la parallaxe par le satellite Gaia a permis une mise à jour importante des données. Les données du « GAIA EARLY DATA RELEASE 3 (GAIA EDR3) » ont également permis aux auteurs (Almeida, Monteiro et Dias) de cette publication d'estimer la masse de 773 amas ouverts, dont celle de NGC 7063 qui est de 131 ± 26 {\displaystyle M_{\odot }}.

### Distance et vitesse
Cet amas est à 656 ± 3 pc du système solaire.
La base de données Simbad indique cinq valeurs de la distance: environ 661,0 pc (∼2 160 al), environ 703 pc (∼2 290 al), 659 ± 11 pc (∼2 150 al), environ 689 pc (∼2 250 al) et environ 689 pc (∼2 250 al), pour une moyenne de 680 ± 19 pc (∼2 220 al), ce qui est similaire à la distance proposée par Almeida, Monteiro et Dias.
La taille apparente de l'amas est de 9',, ce qui, compte tenu de la distance de 656 ± 3 pc et grâce à un calcul simple, équivaut à une taille réelle de 5,60 ± 0,03 al.
Trois valeurs de vitesses sont aussi indiquées sur la base de données Simbad: 3,12 ± 3,13 km/s, 5,945 ± 6,515 km/s et 4,43 ± 2,9 km/s. La moyenne de ces valeurs est de 4,5 km/s avec une incertitude moyenne de 4,2 km/s, ce qui supérieure à l'écart-type de ces trois mesures égales à 1,4 km/s.

### Métallicité
Simbad rapporte deux valeurs de la métallicité provenant d'articles publiés en 2020 et 2021: -0,009 et -0,072. Selon Almeida et ses collègues, la métallicité de l'amas est égale à 0,002 ± 0,025. Selon cette valeur, le pourcentage d'éléments lourds (plus lourd que l'hydrogène et l'hélium) de cet amas serait compris entre 95% et 106% (100,002 ± 0,025) de celui du Soleil.

### Âge
Webda et Lynga indiquent un âge de 95 millions d'années (log10=8,465),. Selon Almeida et ses collègues, cet amas est âgé de 154 +73
−50 millions d'années.

## Étoiles
Simbad montre aussi un bouton nommé Children. En cliquant sur ce bouton, on atteint une section de cette base de données qui renferme un tableau contenant 305 entrées dont 160 Children pour NGC 7063. Cependant, des étoiles (les Children) peuvent apparaître plusieurs fois dans la deuxième colonne du tableau, d'où le nombre de liens bibliographiques qui est supérieure au nombre d'étoiles. La quatrième colonne de ce tableau indique la probabilité que l'étoile appartienne à l'amas. En cliquant sur le titre de cette colonne, on peut classer la probabilité par ordre croissant ou décroissant. En cliquant sur la désignation de l'étoile, on atteint la page de Simbad qui résume ses propriétés.